# Omiška krajina
Omiška krajina je zemljopisno područje u Srednjoj Dalmaciji, smješteno jugoistočno od Sinjske krajine i Poljica, jugozapadno od Imotske krajine te zapadno od Makarske krajine. Obuhvaća naselja s istočne strane rijeke Cetine: niz naselja koja su bila dijelom starohrvatske knežije (župe) Radobilje (Slime, Podgrađe, Zadvarje, Žeževica, Šestanovac, Katuni, Kreševo, Blato na Cetini, Nova Sela), te primorska i naselja u zaleđu koja su bila dijelom uprave grada Omiša (Omiška Rogoznica, Svinišće s naseljem Podašpilje i Kučiće). Tijekom 18. stoljeća u Omiški prostor ubrajala su se i danas rubna naselja Imotske Krajine (Opanci i Grabovac) te danas rubna naselja Makarske Krajine (Brela Gornja i Brela Donja).
Jasna granica Omiške krajine, kao i drugih krajina u Zagori razlikuje se od pristupa do pristupa. Značajne su razlike u pri određivanju granica ili prostornog obuhvata tog područja Zagore i njenih manjih cjelina koje su se nekada nazivale i krajinama, pa su tu uz Omišku i Drniška ili Petropoljska, Imotska, Kninska, Sinjska ili Cetinska, Vrgorska i Zagora u užem smislu (bliže zaleđe Splita i Šibenika). Razlike u određivanju granica pojedinih područja uzrokovane su pomicanjem lokalnih granica koje su rezultat povijesnih promjena na ovom prostoru od 17. do 20. stoljeća.[potrebna stranica]